# I SS Cuerpo Panzer
El I SS Cuerpo Panzer Leibstandarte SS Adolf Hitler o I SS Cuerpo Panzer (en alemán: I. SS Panzerkorps) era un cuerpo alemán Panzer de las Waffen-SS que entró en acción en ambos extremos occidentales y orientales de los frentes durante la Segunda Guerra Mundial.

## Formación y capacitación
El primer SS-Panzerkorps se formó el 26 de julio de 1943 en Berlín-Lichterfelde, tras una concentración inicial en el Truppenübungsplatz de Beverloo, en la Bélgica ocupada. La formación de este nuevo cuerpo llevó al SS Panzer Corps (sin número) del SS-Obergruppenführer Paul Hausser a ser renombrado como 2º SS-Panzerkorps. El SS-Obergruppenfüher Josef Dietrich "Sepp", anteriormente a cargo de la 1.ª SS División Panzer Leibstandarte SS Adolf Hitler, fue el primer comandante del cuerpo. El emblema del la división Leibstandarte era una ganzúa, en honor de Dietrich (en alemán dietrich significa ganzúa), el cual se mantiene, pero modificado, para que sirva como símbolo del 1er SS-Panzerkorps.

## Historia de Operaciones

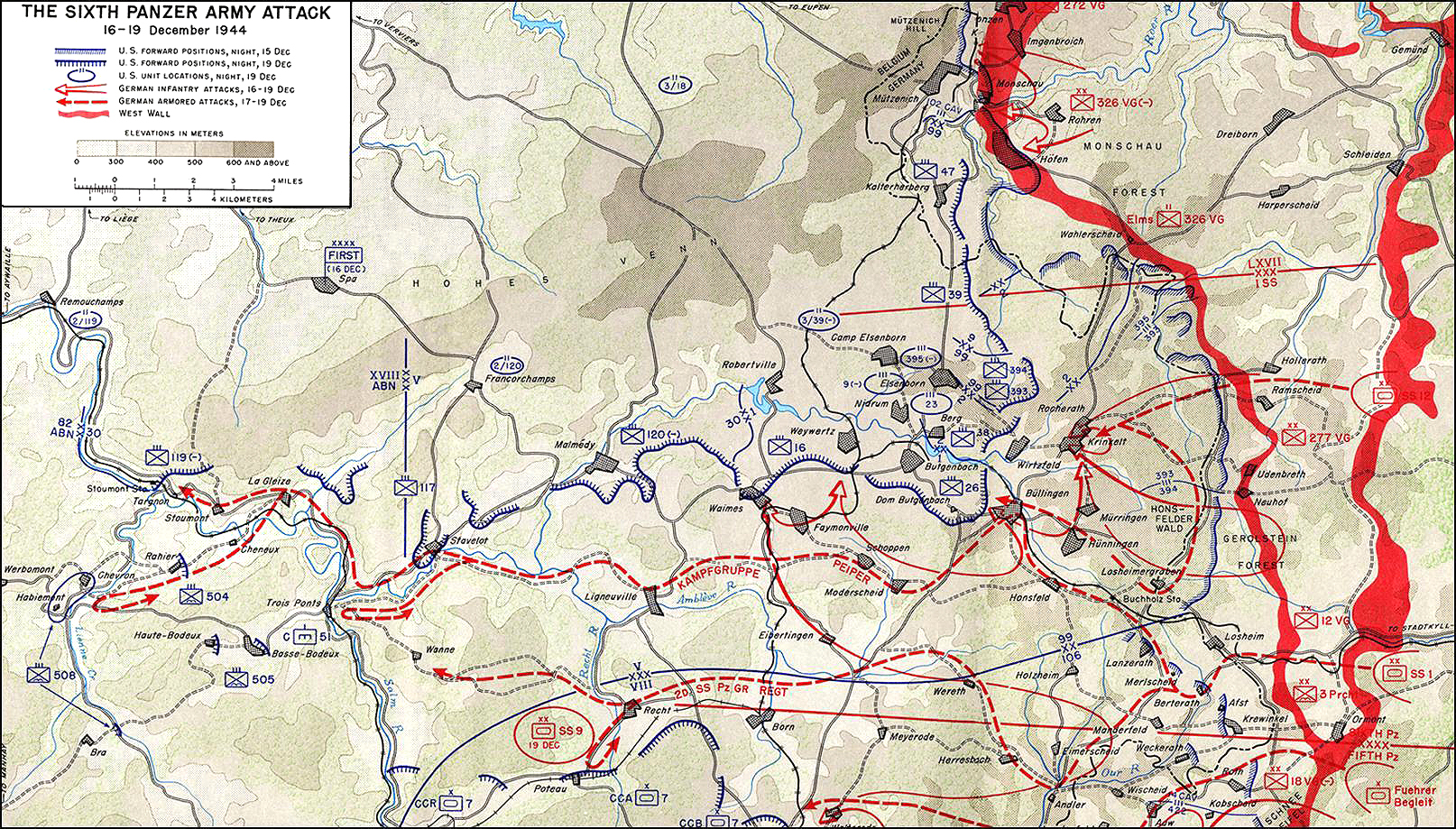
Mapa de la batalla de Bulge

### Frente Occidental: Normandía
En abril de 1944, el cuerpo fue trasladado a Septeuil, al oeste de París, donde se le asignó la 1.ª SS Panzer, 12.º SS Panzer Hitlerjugend, Panzer Lehr y la 17.ª División SS de Granaderos Panzer Götz von Berlichingen. El cuerpo fue a formar parte del General Leo Geyr von Schweppenburg del Grupo Panzer Oeste, el teatro occidental de la reserva blindadas. Durante este tiempo, el cuerpo se le concedió el título honorífico Leibstandarte SS Adolf Hitler.
Con el lanzamiento de la Operación Overlord y la invasión aliada de Francia el 6 de junio de 1944, el cuerpo recibió la orden de Falaise. El Hitlerjugend que participan británicos, canadienses y tropas al norte de Caen, el 8 de junio. El cuerpo fue encargado de defender la zona de Caen y vio intensos combates en torno a las localidades de Authie, Burón y en el aeropuerto de Carpiquet. Los Tiger del 101.º SS Batallón Panzer de Destacamento Pesado distinguido durante los combates, el SS-Untersturmführer Michael Wittmann del batallón que derrotaba en una brecha acorazada británica virtualmente sin ayuda cerca de la aldea de Villers-Bocage.
El cuerpo desempeñó un importante papel en la interrupción de los británicos en la Operación Epsom y la Operación Goodwood, y el Götz von Berlichingen y las divisiones del Panzer Lehr disputaron amargamente el avance americano en el país del bocage cerca de St. Lo.
Después de la puesta en marcha la Operación Cobra de los Americanos, que diezmó a la Panzer Lehr, el Cuerpo se vio obligada a tomar parte en la Operación Lüttich, los abortivos contraofensiva hacia Avranches. Los restos del Cuerpo fueron capturados en la Bolsa de Falaise, donde luchó duro para mantener abierto un pasillo para que pudiesen escapar las fuerzas alemanas atrapadas, perdiendo casi todos sus vehículos blindados y material en el proceso. Después de la caída de la Bolsa de Falaise y el colapso de la parte delantera, el Cuerpo tomó parte en los combates para la retirada franco-alemán en la frontera.

## Batalla de las Ardenas
A principios de octubre de 1944, el Cuerpo fue retirado de la primera línea para el descanso y la renovación en Westfalen. Se repuso completamente a principios de diciembre, y se ordenó a la región de las Ardenas para unirse a su antiguo comandante, Dietrich del 6.º SS Ejército Panzer, en preparación para una ofensiva importante con un objeto de un Wacht am Rhein, y la consiguiente Batalla de las Ardenas.
El Cuerpo desempeñó un papel importante en la batalla con Kampfgruppe Peiper de la división Leibstandarte que formaba la lanza de ataque. Después de varias semanas de intensos combates, y limitado severamente el suministro de combustible, el Cuerpo se agotó. La ofensiva fue suspendida, y movieron al cuerpo, junto con el conjunto del ejército de Dietrich, a Hungría.

## Frente Oriental: Hungría
Las fuerzas alemanas comenzaron con la Operación Frühlingserwachen el 6 de marzo de 1945. El Cuerpo, que formaba el flanco izquierdo de Dietrich del asalto, fue pronto atascada por el barro y, a pesar de las ganancias iniciales, el ataque fue detenido a causa de la intensa oposición Soviética. El Cuerpo se redujo en un intento de apoyar a la IV SS Cuerpo Panzer, que a su izquierda y fue enganchado a la acción cerca de Stuhlweissenberg. El 15 de marzo, los soviéticos pusieron en marcha la Ofensiva de Viena, que se dividieron las líneas de los vecinos del 6.º Ejército (Alemania) y forzó el frente meridional entero a retirar hacia Viena. El Cuerpo que participan en la resistencia dispersa, se retiraban a través de Hungría y Austria, finalmente rendirse a los americanos el 8 de mayo de 1945.

## Comandantes
- SS-Oberstgruppenführer Joseph Dietrich (4 de julio de 1943 - 9 de agosto de 1944)
- SS-Brigadeführer Fritz Kraemer (9 de agosto de 1944 - 16 de agosto de 1944)
- SS-Obergruppenführer Georg Keppler (16 de agosto de 1944 - 30 de octubre de 1944)
- SS-Obergruppenführer Hermann Priess (30 de octubre de 1944 - 8 de mayo de 1945)

## Órdenes de batalla

### 6 de junio de 1944 (Normandía)
- 101.º SS Batallón Panzer de Destacamento Pesado
- 1.º SS División Panzer Leibstandarte SS Adolf Hitler
- 12.º SS División Panzer Hitlerjugend
- 17.ª División SS de Granaderos Panzer Götz von Berlichingen
- Panzer Lehr

### 16 de diciembre de 1944 (Batalla de las Ardenas)
- 501.º SS Batallón Panzer de Destacamento Pesado
- 1.º SS Panzer Division Leibstandarte SS Adolf Hitler
- 12.º SS Panzer Division Hitlerjugend
- 3.ª División de Paracaidistas
- 12.ª División Volksgrenadier
- 277.ª División de Infantería

### 6 de marzo de 1945 (Ofensiva del Lago Balatón)
- 501.º SS Batallón Panzer de Destacamento Pesado
- 1.ª SS División Panzer Leibstandarte SS Adolf Hitler
- 12.ª SS División Panzer Hitlerjugend